# Projet de synthèse du génome humain
Le projet de synthèse du génome humain, (en anglais Human Genome Project-Write, Genome Project-Write ou HGP-Write), qui a officiellement été annoncé le 2 juin 2016, se veut une extension du projet génome humain. Les promoteurs du projet ambitionnent de créer un génome humain entier en assemblant par voie chimique les quelque 3 milliards de nucléotides qui le composent. Le projet est géré par le Center of Excellence for Engineering Biology (Centre d'excellence pour le génie biologique). La réalisation complète du projet pourrait n'aboutir qu'au bout d'une décennie et nécessiter l'investissement de milliards de dollars.